# Goldkammer Frankfurt
Die Goldkammer Frankfurt war ein kunst- und kulturhistorisches Museum in Frankfurt am Main-Westend. Es wurde von der Degussa Sonne/Mond Goldhandel finanziert und betrieben und firmierte als Goldkammer Frankfurt GmbH. Inzwischen hat die Firma jedoch beschlossen, das Museum endgültig zu schließen, die Räume wurden inzwischen anderen Zwecken zugeführt.

## Das Museum
Das Museum umfasste 500 Goldartefakte aus verschiedenen Kulturen und Epochen, die in unterirdischen Kammern präsentiert wurden. In den sieben Räumen wurden die Exponate durch digitale Stationen ergänzt, die zu Entstehung und Bedeutung, Verarbeitung und Verwendung von Gold informierten. Die Goldkammer Frankfurt wurde geleitet von der kaufmännischen Leitung Antje Bornmann. Die kuratorische Leitung oblag Patricia Bethlen. Das private Museum wurde am 25. Mai 2019 eröffnet.

## Das Gebäude
Das Museum war in dem spätklassizistischen Wohnhaus, Baujahr um 1850, mit barockisierendem Anbau Kettenhofweg 27 untergebracht. Das Gebäude steht als Teil einer Gesamtanlage unter Denkmalschutz. Vor dem Umbau nutzte der Betriebskindergarten der Allianz-Versicherung, Villa Kunterbunt, das Gebäude von 1991 bis 2014. Das unterirdische Kammersystem war einer Goldmine nachempfunden. Im Rahmen des Tages des offenen Denkmals wurde die Goldkammer Frankfurt am 13. September 2020 eingebettet im Rahmen einer Begehung mit anschließender Museumsführung.

## Auszeichnungen
Das Museum erhielt im September 2020 den Lichtdesignpreis in der Kategorie Museen.